# کامپوزیشن سی
کامپوزیشن C یا ترکیب سی (به انگلیسی: Composition C) نام دسته ای از مواد منفجره پلاستیک است که عمدتاً شامل آر.دی. ایکس می‌باشد. این مواد را می‌توان به راحتی مانند خمیر با دست شکل داد و برای کاربردهای تخریب می‌توان از آن استفاده کرد.

## ساخت و توسعه
ماده اولیه توسط بریتانیا در طول جنگ جهانی دوم ساخته شد و در بمب گامون استفاده شد. این ماده هنگامی که در ارتش ایالات متحده معرفی شد، به عنوان ترکیب C استانداردسازی شد. این ماده از ۸۸٫۳٪ آر.دی. ایکس و یک خمیری ساز و پایدارساز (phlegmatized) مبتنی بر روغن معدنی تشکیل شده‌است. ترکیب سی از محدوده نسبتاً محدودی از دماهای قابل استفاده رنج می‌برد و در حدود سال ۱۹۴۳ با ترکیب C-2 جایگزین شد.

### ترکیب شیمیایی
ترکیب C-1 حاوی نسبت کمی کمتر از RDX بود، اما از یک نرم‌کننده انفجاری استفاده می‌کرد که حاوی تتریل، نیتروسلولز و مخلوطی از مواد نیتروآروماتیک تولید شده در طول ساخت TNT (حاوی تری‌نیتروتولوئن، دی‌نیتروتولوئن و مونونیتروتولوئن) و مقداری حلال بود.